# Logan Lucky
Logan Lucky is een Amerikaanse film uit 2017, geregisseerd door Steven Soderbergh.

## Verhaal
De broers Jimmy en Clyde Logan zijn van plan een overval te plegen tijdens een NASCAR-race op het racecircuit Charlotte Motor Speedway. Ze hebben daarvoor Joe Bang, een veroordeelde brandkastkraker nodig. De bende wordt aangevuld met hun zuster Mellie en Joes twee broers Sam en Fish. Jimmy werd voorheen ontslagen bij Charlotte Motor Speedway en wil zijn kennis gebruiken voor de inbraak. Clyde laat zich eerst opsluiten in de gevangenis om zo Joe te helpen ontsnappen.

## Rolverdeling
| Acteur              | Personage                   |
| ------------------- | --------------------------- |
| Channing Tatum      | Jimmy Logan                 |
| Adam Driver         | Clyde Logan                 |
| Seth MacFarlane     | Max Chilblain               |
| Riley Keough        | Mellie Logan                |
| Katie Holmes        | Bobbie Jo Logan Chapman     |
| Katherine Waterston | Sylvia Harrison             |
| Dwight Yoakam       | Gevangenisdirecteur Burns   |
| Sebastian Stan      | Dayton White                |
| Brian Gleeson       | Sam Bang                    |
| Jack Quaid          | Fish Bang                   |
| Hilary Swank        | Special Agent Sarah Grayson |
| Daniel Craig        | Joe Bang                    |

## Productie
Zeven NASCAR-racers hebben een cameo in de film. Jeff Gordon als zichzelf als televisiecommentator voor NASCAR on Fox, Carl Edwards en Kyle Busch als West Virginia state troopers, Brad Keselowski en Joey Logano als beveiligingsagenten, Kyle Larson als een limousinechauffeur en Ryan Blaney als een boodschappenjongen.
De film kreeg overwegend positieve kritieken van de filmcritici met een score van 93% op Rotten Tomatoes.